# 胡卡瀑布
胡卡瀑布（Huka Falls）是紐西蘭北島的一個瀑布，是陶波湖唯一出水口 也是懷卡托河源頭處。胡卡瀑布的落差約有8米，是紐西蘭著名的旅遊景點。